# Elaphrus aureus
Elaphrus aureus es una especie de escarabajo del género Elaphrus, familia Carabidae. Fue descrita científicamente por P. Müller en 1821.
Se distribuye por Albania, Austria, Bélgica, Bosnia y Herzegovina, Bulgaria, Croacia, Chequia, Estonia, Francia, Alemania, Hungría, Italia, Letonia, Lituania, Macedonia, Moldavia, Países Bajos, Polonia, Rumania, Rusia, Serbia, Eslovaquia, Suiza y Ucrania.

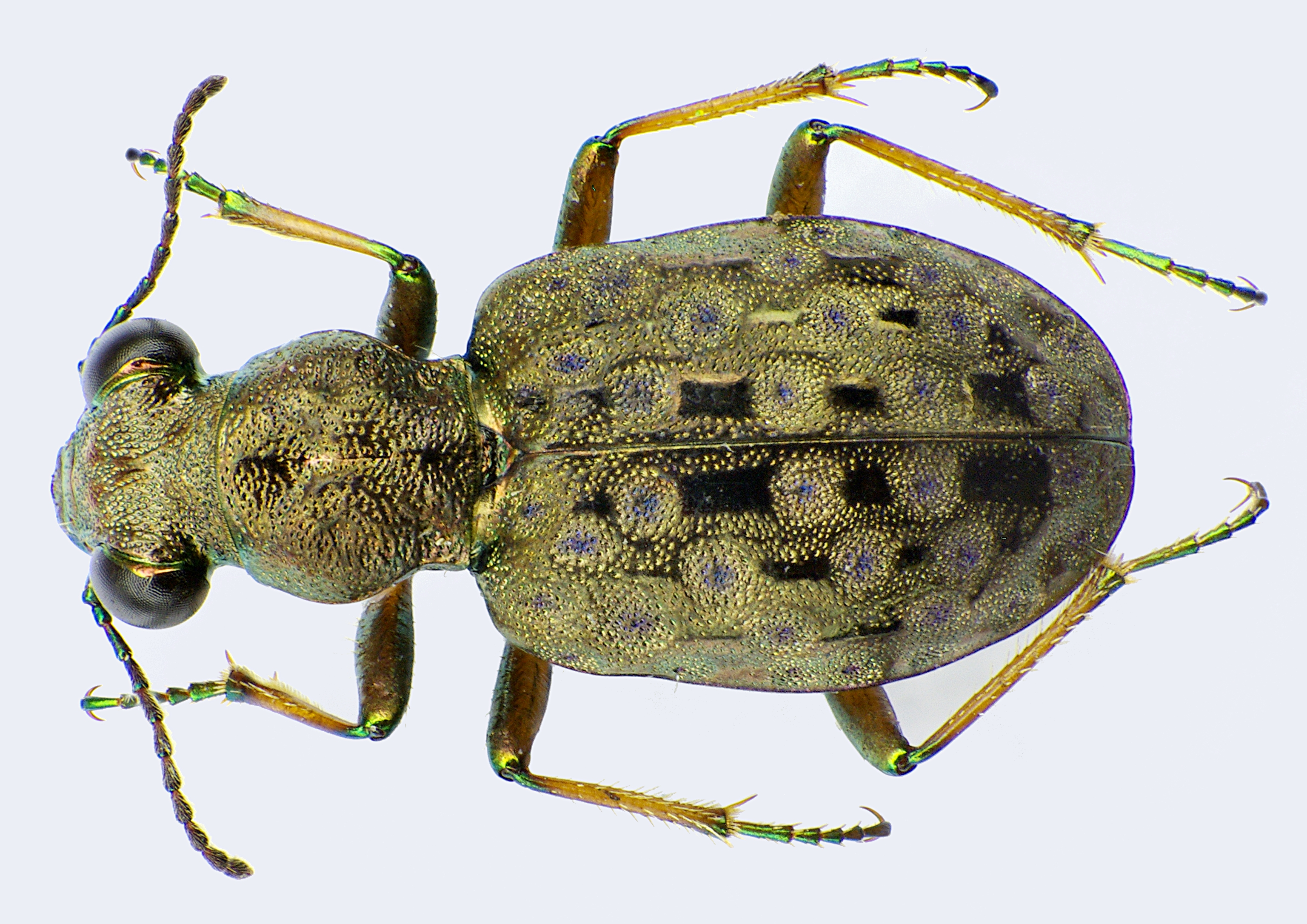
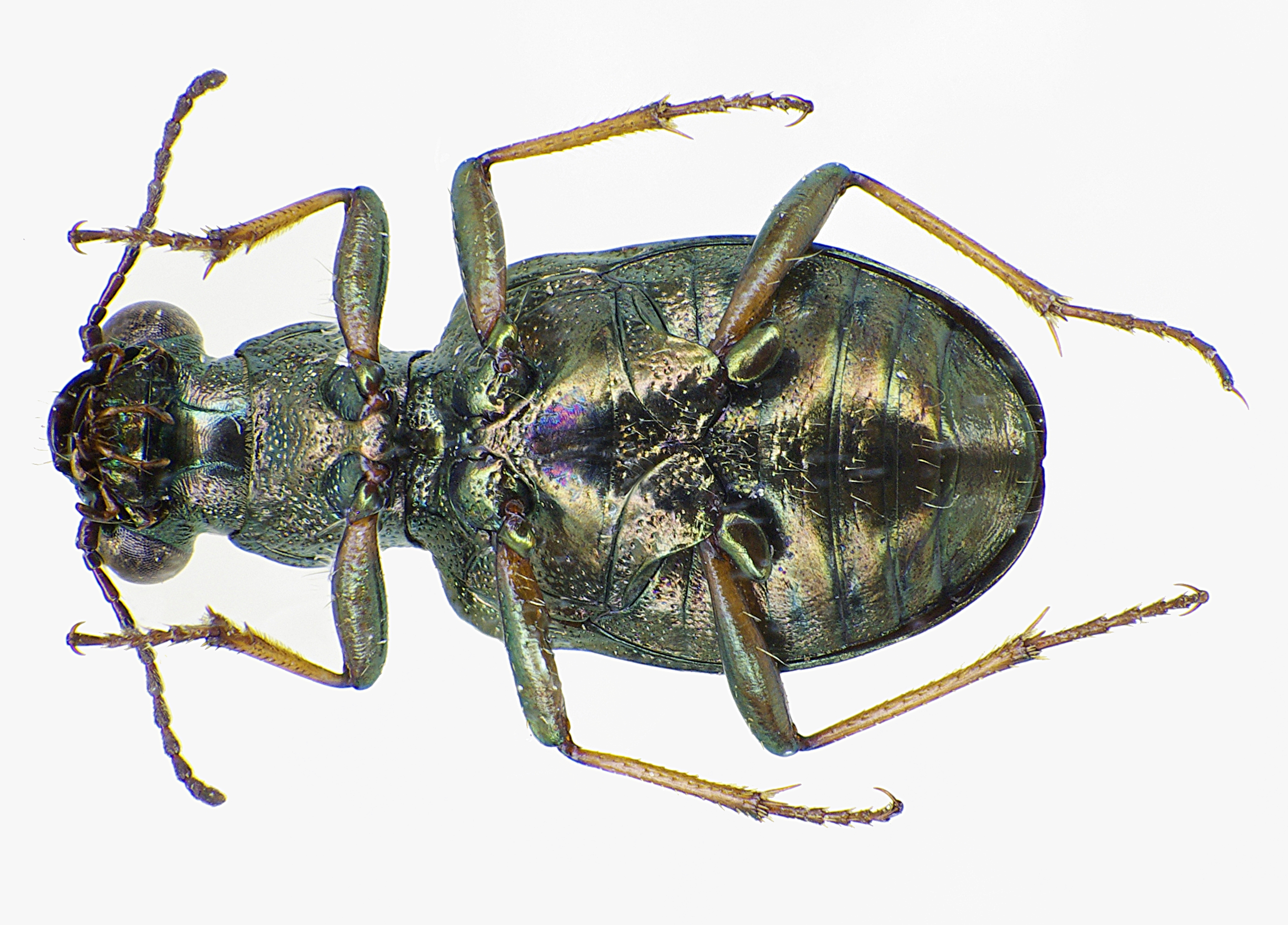
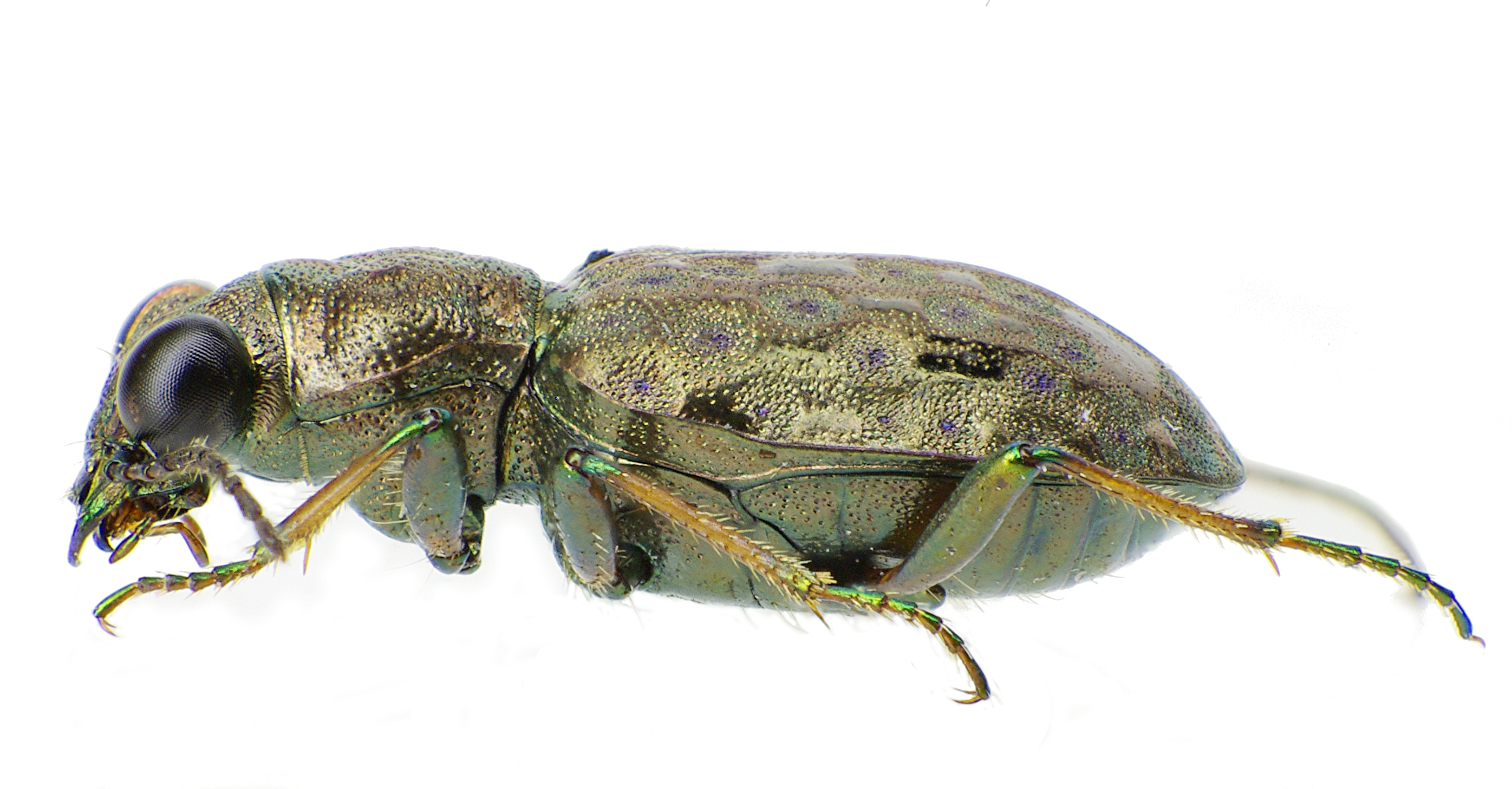